# Fußballclub Viktoria Köln 1904 e.V.
Fußballclub Viktoria Köln 1904 e.V. é uma agremiação esportiva alemã, fundada em 1904, sediada em Köln, na Renânia do Norte-Vestfália.

## História
Fundada em 1904 como FC Germania Kalk, é um dos clubes mais antigos do futebol na cidade. Em 1909, o Germania se uniu ao FC Kalk para formar o SV Kalk 04 e, em 1911, o clube foi, por sua vez, unido com o Mülheimer FC para a criação do VfR Mülheim-Kalk 04. O clube foi então renomeado VfR Köln 04, em 1918, e, em 1926, ganhou seu primeiro campeonato de futebol alemão ocidental e a entrada para o campeonato nacional.

Historical logos

Após a reorganização do futebol alemão, em 1933, sob a égide do Terceiro Reich em dezesseis divisões de vôo superiores, as Gauligas, o VfR atuou na Gauliga Mittelrhein obtendo títulos em 1935 e 1937, mas, em seguida, houve um mau desempenho a nível nacional. Em 1941, a Gauliga Mittelrhein foi dividida em Gauliga Moselland e Gauliga Köln-Aachen. O VfR jogou na última divisão. Dois anos mais tarde, o clube se juntou ao Mülheimer SV para atuar como o combinado de guerra (Kriegsspielgemeinschaft) KSG 04 VfR Köln/Mülheimer SV 06. O Mülheim também havia jogado na Gauliga Mittelrhein desde 1933 angariando títulos em 1934 e 1940, mas teve igualmente maus resultados em nível nacional. O campeonato da Gauliga Köln-Aachen foi suspenso na temporada 1944-1945 por conta dos exércitos aliados que avançaram para a Alemanha no final da Segunda Guerra Mundial.
Depois da guerra, o VfR Köln retornou à primeira divisão na Oberliga West, mas sua permanência durou apenas uma temporada antes de ser rebaixado. Em 1949, a equipe se fundiu com o seu parceiro de guerra Mülheimer SV para se tornar SC Rapid Köln 04 e jogou na 2. Oberliga West (II) até cair para terceira divisão do futebol depois de 1952. O Rapid juntou rivais locais como o SC Preußen Dellbrück formando o SC Viktoria Köln 04 em 1957. Desses times, o Preußen Dellbrück foi o mais bem-sucedido, avançando para as semifinais do campeonato nacional, em 1950, antes de ser eliminado pelo Kickers Offenbach na segunda partida após uma primeira sem abertura de contagem.
Em 1963, a cidade selecionou o Viktoria como seu representante na Taça das Cidades com Feiras, a precursora da atual Copa da UEFA, mas o clube não foi capaz de aproveitar a oportunidade. O time, em seguida, passou a atuar entre a segunda e terceira divisão, com resultados geralmente banais até que a fusão de 1994 com o SC Brück que deu origem ao SCB Preußen Köln, a nova equipe a ser nomeada após o predecessor Preußen Dellbrück. O novo clube ganhou um segundo lugar na sua divisão em 2000, mas rapidamente caiu para a Oberliga Nordrhein (IV), mesmo passando uma temporada na quinta divisão, a Verbandsliga Mittelrhein. O padrão continuou depois que a equipe foi rebatizada SCB Viktoria Köln, em 2002, passando a debutar na  Verbandsliga Mittelrhein.
Em 22 de junho de 2010, o clube foi renomeado de SCB Viktoria Köln para FC Viktoria Köln 1904. Na temporada 2011-2012 foi campeão da Nordrhein-Westfalen (V) subindo para a Regionalliga West (IV).

## Títulos

### VfR Köln 04 rrh.
- Gauliga Mittelrhein (I) Campeão: 1934-1935;
- Gauliga Mittelrhein (I) Campeão: 1936-1937;
- Gauliga Mittelrhein (I) Vice-campeão: 1933-1934;
- Gauliga Mittelrhein (I) Vice-campeão: 1940-1941;
- Gauliga Mittelrhein (I) Vice-campeão: 1941-1942;
- Gauliga Mittelrhein (I) Vice-campeão: 1942-1943;
- Bezirksliga (I) Campeão: 1946-1947;

### Mülheimer SV 06
- Gauliga Mittelrhein (I) Campeão: 1933-1934;
- Gauliga Mittelrhein (I) Campeão: 1939-1940;
- Bezirksliga (I) Campeão: 1946-1947;

### SC Rapid Köln
- Landesliga (II) Campeão: 1953-1954;
- Landesliga (II) Vice-campeão: 1955-1956;

### Preußen Dellbrück
- Bezirksliga (I) Campeão: 1946-1947;
- Bezirksliga (II) Vice-campeão: 1948-1949;
- Oberliga (I) Vice-campeão: 1949-1950;

### SC Viktoria 04 Köln
- Verbandsliga (III) Vice-campeão: 1972-1973;
- Verbandsliga (III) Campeão: 1977-1978;

### SC Brück
- Verbandsliga (IV) Campeão: 1987-1988;
- Verbandsliga (IV) Campeão: 1990-1991;

### SCB Preußen/Viktoria Köln
- Verbandsliga (V) Campeão: 1997-1998;

### FC Viktoria Köln 1904
- Nordrhein-Westfalen (V) Campeão: 2011-2012;